# Okręg wyborczy Oxfordshire

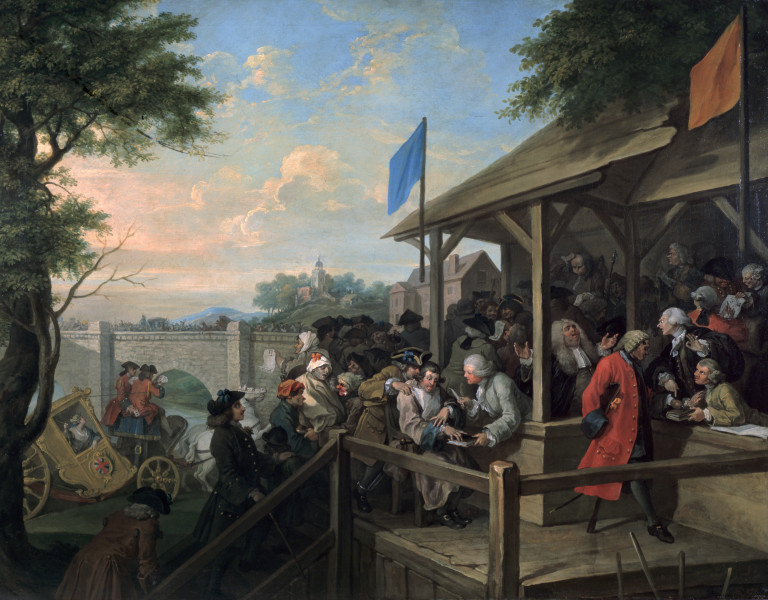
The Polling, obraz Williama Hogartha z 1755 przedstawiający wybory w okręgu Oxfordshire z 1754

Okręg wyborczy Oxfordshire powstał w 1290 r. i wysyłał do angielskiej, a następnie brytyjskiej, Izby Gmin dwóch deputowanych. W 1832 r. liczbę mandatów przypadających na okręg zwiększono do trzech. Okręg obejmował hrabstwo Oxfordshire. Został zlikwidowany w 1885 r.

## Deputowani do brytyjskiej Izby Gmin z okręgu Oxfordshire

### Deputowani w latach 1290–1660
- 1563–1596: Francis Knollys Starszy
- 1571: Henry Norris
- 1572–1584: Henry Knollys
- 1584–1586: William Knollys
- 1593–1601: William Knollys
- 1604–1614: Anthony Cope
- 1604–1611: John Doyley
- 1614: John Croke
- 1624–1625: William Cope
- 1624–1625: Richard Wenman
- 1626: Thomas Wenman
- 1628–1629: James Fiennes
- 1640–1648: James Fiennes
- 1640–1648: Thomas Wenman, 2. wicehrabia Wenman
- 1653: Charles Wolseley
- 1653: William Draper
- 1653: Jonathan Goddard
- 1654–1659: Robert Jenkinson
- 1654–1659: Charels Fleetwood
- 1654–1656: James Whitelocke
- 1654–1656: Nathaniel Fiennes
- 1654–1659: William Lenthall
- 1656–1659: Miles Fleetwood
- 1656–1659: Francis Norreys
- 1659: Henry Cary, 4. wicehrabia Falkland

### Deputowani w latach 1660–1832
- 1660–1661: Thomas Wenman, 2. wicehrabia Wenman
- 1660–1661: James Fiennes
- 1661–1663: Henry Cary, 4. wicehrabia Falkland
- 1661–1675: Anthony Cope
- 1663–1664: William Knollys
- 1664–1679: Francis Wenman
- 1675–1679: Edward Norreys
- 1679–1681: John Cope
- 1679–1685: Thomas Horde
- 1681–1685: Philip Harcourt
- 1685–1689: Anthony Cary, 5. wicehrabia Falkland
- 1685–1689: Thomas Tipping
- 1689–1710: Robert Jenkinson
- 1689–1690: John Cope
- 1690–1699: Montagu Venables-Bertie, lord Norreys
- 1699–1701: Robert Dashwood
- 1701–1708: Edward Norreys
- 1708–1710: Francis Godolphin, wicehrabia Rialton
- 1710–1717: Robert Jenkinson
- 1710–1715: Francis Clerke
- 1715–1721: James Herbert
- 1717–1727: Banks Jenkinson
- 1721–1740: Henry Perrot
- 1727–1740: William Stapleton
- 1740–1754: James Dashwood
- 1740–1743: George Lee, wicehrabia Quarendon
- 1743–1754: Norreys Bertie
- 1754–1761: Thomas Parker, wicehrabia Parker, wigowie
- 1754–1761: Edward Turner, wigowie
- 1761–1790: lord Charles Spencer, wigowie
- 1761–1768: James Dashwood, torysi
- 1768–1796: Philip Wenman, 7. wicehrabia Wenman
- 1790–1796: George Spencer-Churchill, markiz Blandford, wigowie
- 1796–1801: lord Charles Spencer, wigowie
- 1796–1824: John Fane, torysi
- 1801–1815: lord Francis Spencer, torysi
- 1815–1830: William Henry Ashurst, torysi
- 1824–1831: John Fane, torysi
- 1830–1831: Montagu Bertie, lord Norreys, torysi
- 1831–1832: George Harcourt, wigowie
- 1831–1832: Richard Weyland, wigowie

### Deputowani w latach 1832–1885
- 1832–1852: Montagu Bertie, lord Norreys, Partia Konserwatywna
- 1832–1862: George Harcourt, wigowie, od 1835 r. Partia Konserwatywna, od 1857 r. Partia Liberalna
- 1832–1837: Richard Weyland, wigowie
- 1837–1841: Thomas Parker, Partia Konserwatywna
- 1841–1878: Joseph Warner Henley, Partia Konserwatywna
- 1852–1885: John Sidney North, Partia Konserwatywna
- 1862–1868: John William Fane, Partia Konserwatywna
- 1868–1885: William Cornwallis Cartwright, Partia Liberalna
- 1878–1885: Edward Vernon Harcourt, Partia Konserwatywna